# Mitos de Cthulhu
Habían muerto muchísimos eones antes del nacimiento del hombre, pero existen artes que podrían revivirlos cuando los astros retornen a su posición correcta en el ciclo de la eternidad. Ellos, indudablemente, procedían de las estrellas, y trajeron Sus imágenes con Ellos.—La llamada de Cthulhu

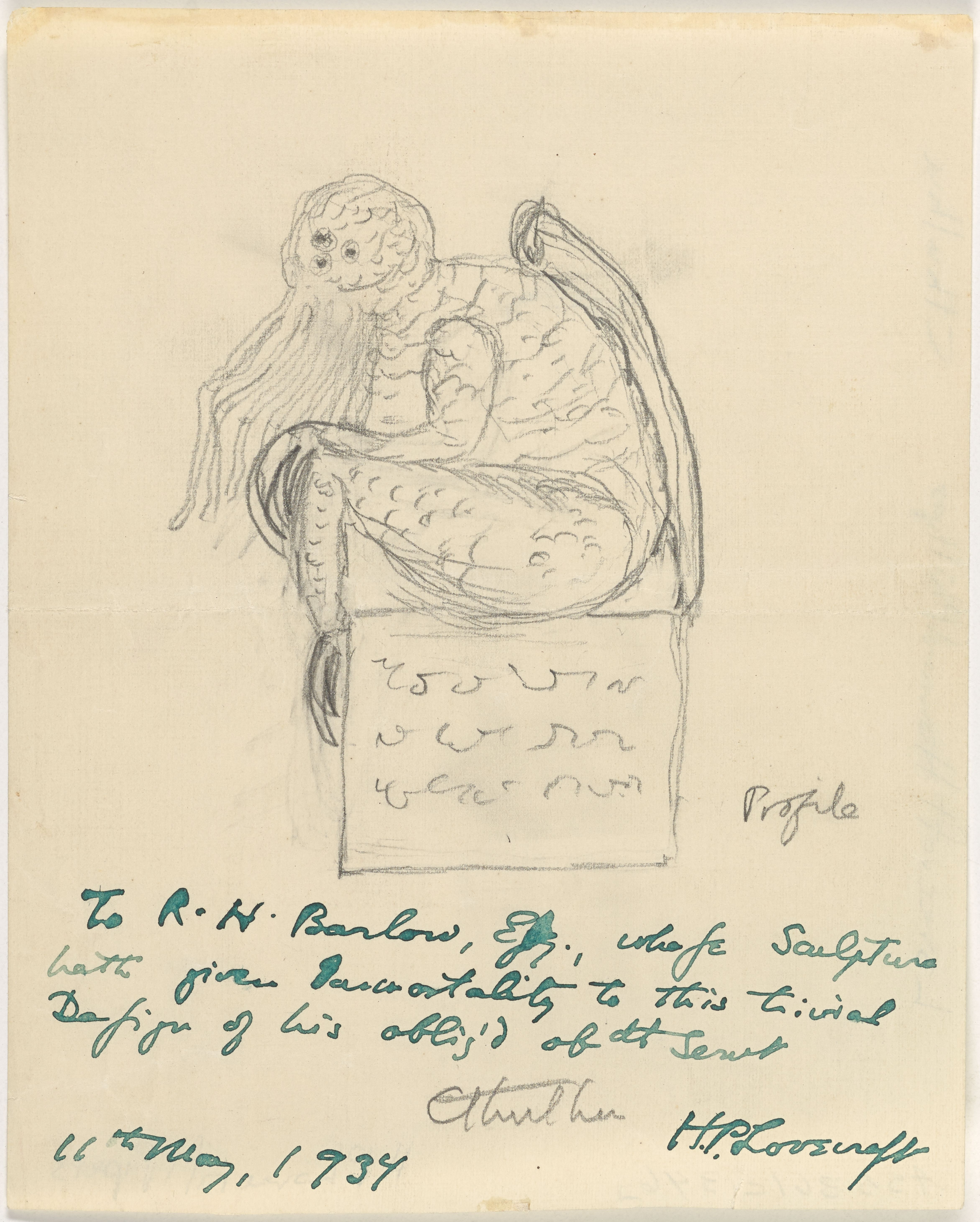
Habían muerto muchísimos eones antes del nacimiento del hombre, pero existen artes que podrían revivirlos cuando los astros retornen a su posición correcta en el ciclo de la eternidad., indudablemente, procedían de las estrellas, y trajeron imágenes con.
Bosquejo de Cthulhu, por Lovecraft en 1934.

Los Mitos de Cthulhu constituyen un ciclo literario de horror cósmico comprendido entre 1921 y 1935 por el escritor estadounidense Howard Phillips Lovecraft y complementado por otros escritores pertenecientes al Círculo de Lovecraft. Aunque muy vinculado a la ciencia ficción, el género onírico y la fantasía pura, en rigor los Mitos de Cthulhu pertenecen a la tradición del cuento de terror anglosajón.
En él se renueva el desgastado horror gótico de fantasmas y seres inmateriales en un terror realista, de seres monstruosos y desconocidos que se esconden en los parajes más oscuros de la Tierra, el tiempo y el espacio. Influido por Arthur Machen y Lord Dunsany, los Mitos exploran a ciegas la perspectiva de que bajo el mundo cotidiano y conocido se esconde una realidad prodigiosa y aterradora que acecha a la humanidad desde las tinieblas y sume en el pánico o la locura a quien osa atisbar los abismos de aquella inaprensible dimensión.
Pese a las diferencias en los relatos, su principio fundamental fue establecido por el propio Lovecraft:

Antaño nuestro mundo fue poblado por otras razas que, por practicar la magia negra, perdieron sus conquistas y fueron expulsadas; pero viven aún en el Exterior, dispuestas en todo momento a volver a apoderarse de la Tierra.

En la actualidad sigue habiendo escritores que desarrollan sus historias en el marco de los Mitos de Cthulhu, aportando nuevos elementos (localizaciones, sucesos, criaturas y personajes) al corpus de los Mitos, como por ejemplo Francisco Javier Olmedo (con sus novelas del Ciclo del Dios de la Carne) o Marc Barqué (con sus libros titulados "Nuevos Mitos de Cthulhu").

## Contenido de la obra

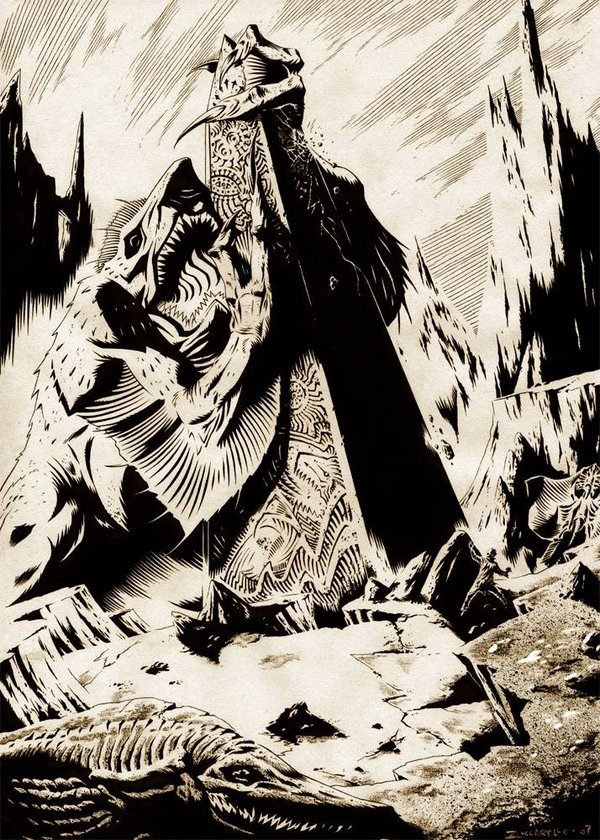
Dagon

Precedida por destacados escritores (Lord Dunsany, Ambrose Bierce, R. W. Chambers, Arthur Machen y Algernon Blackwood) y enriquecida por diversos autores (Frank Belknap Long, Robert E. Howard, Clark Ashton Smith, Hazel Heald, Henry Kuttner, Robert Bloch, August Derleth, Ramsey Campbell, Brian Lumley) corresponde no obstante a Howard Phillips Lovecraft el protagonismo en la creación de los Mitos. A continuación se nombran, según Derleth, los trece relatos de Lovecraft pertenecientes a este ciclo literario ordenados de acuerdo a su fecha de creación:
- Dagón (1917)
- La ciudad sin nombre (1921)
- El ceremonial (1923)
- La llamada de Cthulhu (1926)
- El color surgido del espacio (1927)
- El caso de Charles Dexter Ward (1927-1928)
- El horror de Dunwich (1928)
- El que susurra en la oscuridad (1930)
- La sombra sobre Innsmouth (1931)
- En las montañas de la locura (1931)
- Los sueños en la casa de la bruja (1932)
- La cosa en el umbral (1933)
- En la noche de los tiempos (1934)
- El morador de las tinieblas (1935)

Si bien estos relatos son considerados canónicos, hay numerosos escritos de la segunda época de Lovecraft (la realista), que también pueden considerarse parte de los Mitos, entre ellos:
- El testimonio de Randolph Carter (1919)
- Celephaïs (1920)[3]
- El horror de Red Hook (1925)
- El modelo de Pickman (1926)
- A través de las puertas de la llave de plata (1933)

Además Lovecraft compuso poemas relativos a los Mitos, que fueron recopilados póstumamente en Hongos de Yuggoth (1941).

## Creación

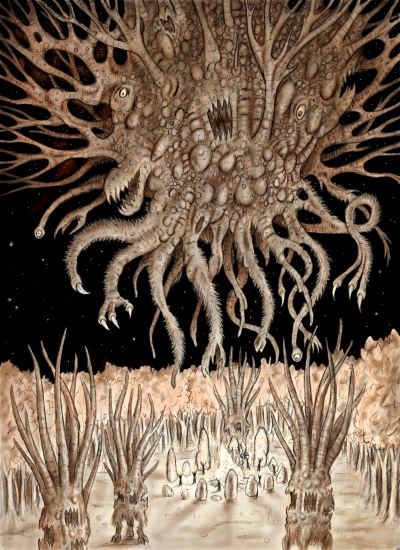
Shub-Niggurath

El universo lovecraftiano se conoce únicamente a través de testimonios incompletos y aislados, cuyas descripciones están repletas de insinuaciones veladas y lagunas en blanco. Los monstruosos seres recibieron numerosas descripciones y nombres de la tradición oral de las comunidades rurales, hasta apariciones del mismo ente o dos seres independientes (o, como la siempre sugerida opción, sería el producto del imaginario colectivo sumado a la locura del protagonista). Como resultado, los Mitos no fueron sistematizados y la identidad y relaciones de los alienígenas permanecieron en un confuso e impenetrable misterio.
Fue principalmente August Derleth, discípulo y corresponsal de Lovecraft, quien trató de clasificar a todos los seres que lo poblaban. A diferencia de Lovecraft, en quien predominaba lo ambiguo y una visión del cosmos descentralizada de las esperanzas y valores humanos, Derleth interpretó los fines de aquellos seres desde la perspectiva de la eterna lucha del bien y el mal. Él creó a los Dioses arquetípicos, y según su clasificación y sistematización de los Mitos, fue por la batalla contra estos por lo que Azathoth fue privado de inteligencia, al encabezar la rebelión contra ellos. Trató de representar el concepto judeocristiano de la lucha Dios-Diablo y la caída de Luzbel. Muchos aficionados de los mitos desprecian esta clasificación por considerar que priva de parte del horror intrínseco de los relatos de Lovecraft y es totalmente innecesaria, ya que este jamás quiso algo semejante en su obra.

## Estructura

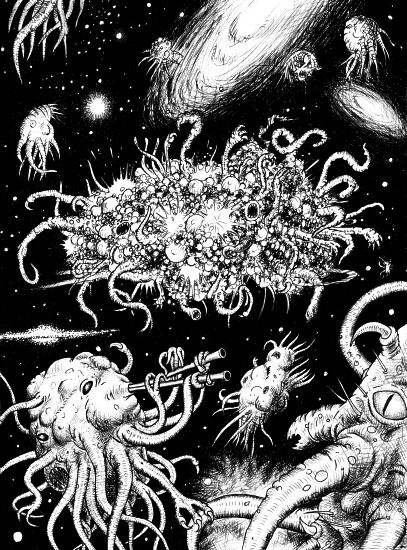
Azathoth

Los seres que integran los mitos se separan principalmente en tres tipos: Primigenios, Dioses arquetípicos y las llamadas razas menores. A pesar de ser el ser más conocido de las historias, y el más venerado, Cthulhu no es el ser más poderoso de los muchos que hay.
Los mitos suelen centrarse en los primigenios. Estos son seres extraterrestres, inmortales y de gran poder. La mayor parte duermen o están atrapados. Aunque hay algunos en la tierra, hay cientos (si no miles), repartidos a través del universo.
Los Dioses Exteriores son menos comunes en las historias, aunque algunos son comúnmente mencionados, especialmente Shub-Niggurath; su poder es infinito e inimaginable, y su existencia trasciende el tiempo y el espacio.
Las razas menores son seres mucho más comunes, que existen en todo el universo, hay una infinita variedad de estos, tan solo en la tierra pueden encontrarse docenas de razas ocultas al humano. Algunas son servidoras de algún primigenio o dios exterior y los veneran, pero muchas otras no son fieles a ninguno de estos tipos superiores de seres.

## Influencia
El mundo de los llamados Mitos de Cthulhu que engloba a estos y a las llamadas tierras de Lovecraft (triángulo imaginario creado por Lovecraft situado en Nueva Inglaterra, constituido por los pueblos ficticios de Arkham, Innsmouth y Dunwich) ha sido objeto de varias adaptaciones.
Algunas de sus invenciones han contribuido a la popularidad de los mitos:
- el Necronomicón (Lovecraft jugó con la etimología del nombre "el libro de los muertos" o "la imagen de la ley de los muertos") cuyo título original era Al Azif ("Murmullo de los insectos nocturnos", atribuido por los árabes a demonios de la noche). Este incluso llegó a tener ficha en la Biblioteca General de la Universidad de California y apareció en anuncios de venta de libros.
- Cthulhu (primigenio alienígena encerrado en las profundidades marinas).
- Nyarlathotep (el mensajero del horrible dios supremo Azathoth).
- los profundos (hombres batracio de las profundidades marinas).

Durante los años 1970, coincidiendo con el auge de las revistas de terror, los mitos se reflejarían en la obra de insignes historietistas. Josep María Beà, por ejemplo, recurrirá a ellos en Sir Leo (1971), además de iniciar un bestiario a partir de textos de Josep Lórman para la New English Library, que solo vería la luz fragmentariamente al no encontrar editor.

Lovecraft no puede interpretarse gráficamente, es un ejemplo de subjetivismo literario... La mente de cada lector generará su propio monstruo en relación a los contenidos psíquicos que por su cultura y vivencias pueda barajar. La interpretación del universo lovecraftiano es personal e intransferible.
Josep María Beà.

La más destacada de estas obras es Los mitos de Cthulhu realizada por el guionista Norberto Buscaglia y el dibujante Alberto Breccia a partir de 1973 para la revista italiana Il Mago.
A principios de los ochenta se produjo el juego de rol llamado La llamada de Cthulhu, publicado por la editorial Chaosium. En él se da cabida a todos los elementos constituyentes de la mitología y obras tanto de Lovecraft como de sus colaboradores. Estos elementos son los seres o criaturas de los Mitos, personajes investigadores que intentan frustrar los planes de los malvados cultistas o seguidores de las citadas criaturas y numerosos artefactos mágicos, libros de hechizos y lugares ambientados en las Tierras de Lovecraft y otras partes del mundo. La misma editorial, Chaosium, publica además del juego de rol un juego de cartas coleccionables versado sobre los mitos de Cthulhu y titulado Mythos.
Con motivo del 30 aniversario de su aparición, la editorial Edge Entertainment, propietaria de los derechos en España, publica en noviembre de 2011 una edición especial de aniversario, que se corresponde con la sexta edición (inédita aún en España) de Chaosium, aunque incorporando contenido adicional. Asimismo, sale a la luz una antología conmemorativa titulada Los nuevos Mitos de Cthulhu, ideada y coordinada por el escritor de género fantástico Rubén Serrano, y que cuenta con la participación de numerosos autores de Nocte, la Asociación Española de Escritores de Terror.
El juego de video Alone in the Dark, de 1992, tiene una influencia lovecraftiana, pero la empresa desarrolladora Infogrames no tenía los derechos para la adaptación completa, hasta que un año después pudieron adquirir los derechos del juego de rol mencionado a Chaosium y entregar Shadow of the Comet con un mayor manejo de elementos de Lovecraft, específicamente de sus historias The Shadow Over Insmouth y The Color Out of Space. También se han creado varias películas basadas en algunos cuentos. Además se han adaptado los relatos en el formato de historietas, además de inspirar la creación de historias originales; por ejemplo, El joven Lovecraft, un webcómic creado desde 2006, relata en tono humorístico los supuestos años de infancia de Lovecraft.
En el ámbito musical, varias bandas han creado composiciones inspiradas en esta obra. Algunos ejemplos son: Metallica, con el instrumental The Call of Ktulu (del álbum Ride the Lightning), The Thing That Should Not Be (del álbum Master of Puppets) y más recientemente con el tema Dream No More (del álbum Hardwired... to Self-Destruct; Mercyful Fate con "Ktulu (The Mad Arab Part II)" (Into the Unknown); Cradle of Filth con "Cthulhu Dawn" (Midian); Nox Arcana (Necronomicon);The Vision Bleak con "Kutulu!"; el grupo español Ktulu, de thrash metal; el DJ y productor Deadmau5 con las canciones "Cthulhu sleeps" y "Cthulhu dreams"; Deicide, con “Dead by Dawn”: Hace referencia al Necronomicon; Iron Maiden con Live After Death: La tapa del álbum muestra una lápida con la frase “That is not dead which can eternal lie/And with strange aeons even death may die”; Tiamat en el disco de Sumerian Cry y The Astral Sleep con canciones como “Sumerian Cry (part 3)” donde se menciona “Arab’s wise words” y “the Ancient Ones”.
El libro La llave del Abismo de José Carlos Somoza rinde homenaje a esta serie.